# Salvador Martínez Blasco

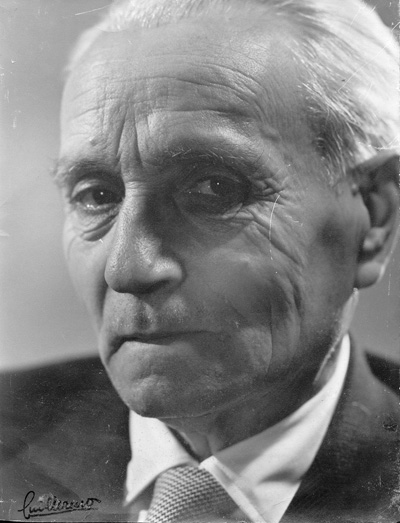
Retrato de Salvador Martínez Blasco

Salvador Martínez Blasco (Calatayud, 19 de febrero de 1889-Zaragoza, 25 de abril de 1961) fue un pintor y escenógrafo español, que decoró la mayoría de los teatros de la ciudad de Zaragoza en las tres primeras décadas del siglo XX.

## Biografía
En Calatayud después de asistir al colegio, iba como distracción, con sus primos los hijos de Teodoro y Estanislao Blasco (hijos del pintor Rafael Blasco Martínez) a su taller donde les enseñaban algunas cosas propias del oficio y les explicaban la forma de componer las pinturas, conocimiento de las mismas, etc.
A fin del año 1899 le llevaron a Zaragoza. Entró a trabajar en el taller de pinturas de Nazario Benedí, en la calle Azoque N.º 62 (Plaza del Carbón). Este taller pasó luego a nombre de su ahijado Enrique Viñao.
De 1900 a 1902 asistió a clases nocturnas de dibujo impartidas por los padres Jesuitas y Escuela de Obreros de la calle Fuenclara. En las temporadas del Teatro Pignatelli iba de aprendiz-ayudante con los pintores escenógrafos de las compañías que por allí desfilaban y además con los escenógrafos Ignacio Serrano y Félix Lafuente y Ambrosio Ruste.
El año 1903 ingresó en la Escuela de Artes y Oficios (En la Facultad de medicina del Paraninfo), haciendo los cursos de dibujo lineal, dibujo artístico y pintura teniendo como profesores a Ricardo Magdalena y Vicente Gálvez Sánchez en lineal; Carlos Palau en dibujo y Modesto Soteras y Elías García en pintura. 
En 1909 esta Escuela pasó a su nuevo edificio (construido en la Plaza de los Sitios como pabellón de la Exposición Hispano Francesa). En éste asistió a las clases de Dibujo del Antiguo, Anatomía, Perspectiva y Nociones de Historia del Arte, con Carlos Palau y Modesto Soteras. 
En 1911 dejó de asistir a estas clases y al taller de Enrique Viñao, para marchar a Valencia con el fin de ampliar estudios de escenografía y estuvo en varios talleres y en el estudio del escenógrafo Alós, del que él mismo se definió como discípulo, unos diez meses, tras los cuales volvió a Zaragoza. En 1912 marchó a Madrid estando en varios talleres de pintura decorativa y asistió a las clases nocturnas de la Escuela de Artes y Oficios en calidad de oyente. 
En 1913 entró en el estudio del escenógrafo Luis Muriel, haciendo las temporadas de los años 13, 14 y parte del 15. Este año regresó a Zaragoza donde le llamaron del Teatro Variedades para pintar escenografía. El año 1916 figuraba en la lista de la compañía. Al mismo tiempo pintaba los decorados en los teatros Alhambra, Parisina, Circo y Principal, para las compañías que actuaban en los citados coliseos, entre otras: Francisco Morano, María Palau, Emilio Thuillier, Rosario Pino y Francisco Fuentes, María Guerrero, Ricardo Ruiz (zarzuela), etc. Así hasta 1918.
De 1918 a 1922 la firma fue “Martínez y Codín”, trabajando ambos en colaboración. Desde el año 1922, separado de José Codín, continuó trabajando como en la primera etapa pero ampliando sus actividades a la pintura industrial.
Fue maestro del pintor abstracto y arquitecto aragonés Santiago Lagunas Mayandía.

## Exposiciones
Participó en numerosas exposiciones: Casino Mercantil (1922), Ayuntamiento de Tarazona 1948 y 1950-57, todos los Salones de Artistas aragoneses celebrados hasta 1958, Exposición de rincones Zaragozanos 1943 y 1945, Exposición Nacional de Bellas Artes de 1957, salón de Otoño de Madrid de 1957. Y además tres exposiciones monográficas centradas en su figura y obra: en 1958 en el Palacio de la Diputación organizada por Antonio Beltrán como presidente de la Institución Fernando el Católico; en 1959 en su localidad natal, Calatayud, donde volvió después de su exilio artístico a mostrar su obra en la que la ciudad que le vio nacer tiene un protagonismo relevante; y por último en el Invierno de 1961 se le rindió una exposición-homenaje de nuevo en el palacio de la Diputación Provincial de Zaragoza.

## Premios
Algunos de los numerosos premios que recibió son: Rincones Zaragozanos 1943, Mención Honorífica II Salón de Artistas Aragoneses (1944), Rincones Zaragozanos 1945, Medalla de Plata V Salón de Artistas Aragoneses (1947), Medalla de Honor III Exposición provincial de Arte de Tarazona (1943), Medalla de Plata VIII Salón de Artistas Aragoneses 1950.
- Datos: Q5656111
- Multimedia: Salvador Martínez Blasco / Q5656111